# لاینو نسی
لاینو نسی (انگلیسی: Lino Nessi؛ زادهٔ ۱۹۰۴) یک بازیکن فوتبال اهل پاراگوئه است.
وی همچنین در تیم ملی فوتبال پاراگوئه بازی کرده‌است.